# 江宁路街道
江宁路街道是中国上海市静安区所辖的5个街道办事处之一。面积1.84平方公里。户籍人口8.66万人。街道办事处驻江宁路838号。

## 行政区划
江宁路街道下辖19个居委会：新安居委会、永乐居委会、联宝里居委会、恒德里居委会、北姚居委会、景苑居委会、又一村居委会、北京居委会、众乐里居委会、武定坊居委会、三星坊居委会、蒋家巷居委会、海防村居委会、宝安坊居委会、通安里居委会、淮安里居委会、三乐里居委会、句容里居委会、天河居委会。